# アーヴィング・ラムゼー・ワイルズ
アーヴィング・ラムゼー・ワイルズ（Irving Ramsey Wiles、1861年4月8日 - 1948年7月29日）はアメリカ合衆国の画家である。女性の肖像画を得意とした。

## 略歴
ニューヨーク州のユーティカで風景画家のレミュエル・ワイルズ(Lemuel M. Wiles:1826–1905)の息子に生まれた。父親から美術を学んだ後、マサチューセッツの学校で学び、1879年から1881年の間はアート・スチューデンツ・リーグ・オブ・ニューヨークでジェームズ・キャロル・ベックウィズやウィリアム・メリット・チェイスに学んだ。20歳になってパリで美術を学ぶことに決め、パリではアカデミー・ジュリアンやアカデミー・コラロッシで学び、人気のある肖像画家のカロリュス＝デュランにも学んだ。2年ほどパリで学び1884年の春、アメリカに帰国した。
ニューヨークで、「Scribner's Magazine」や「Harper's Magazine」、「The Century Magazine」といった雑誌の挿絵画家として働き始めたが、すぐに肖像画家として人気を得ることになった。1890年代に入るとアメリカを代表する肖像画家の一人と評価された。1901年のナショナル・アカデミー・オブ・デザインの展覧会に女優のジュリア・マーロウの肖像画を出展し、新聞などから好意的な批評を得た。政治家や上流階級の人々から肖像画の注文を受けるようになった。
ウィリアム・メリット・チェイスと同じように、美術教師としても活動し、1895年に父親と夏の野外絵画教室を開いた後、野外絵画教室を開き、ロングアイランドやニューヨークで個人美術教師も務めた。ニューヨークの美術学校(後のパーソンズ美術大学)の教師も務めた。
アメリカ水彩画家協会やアメリカ芸術家協会(Society of American Artists)のメンバーになり、1897年にナショナル・アカデミー・オブ・デザインの正会員に選ばれた。

## 作品

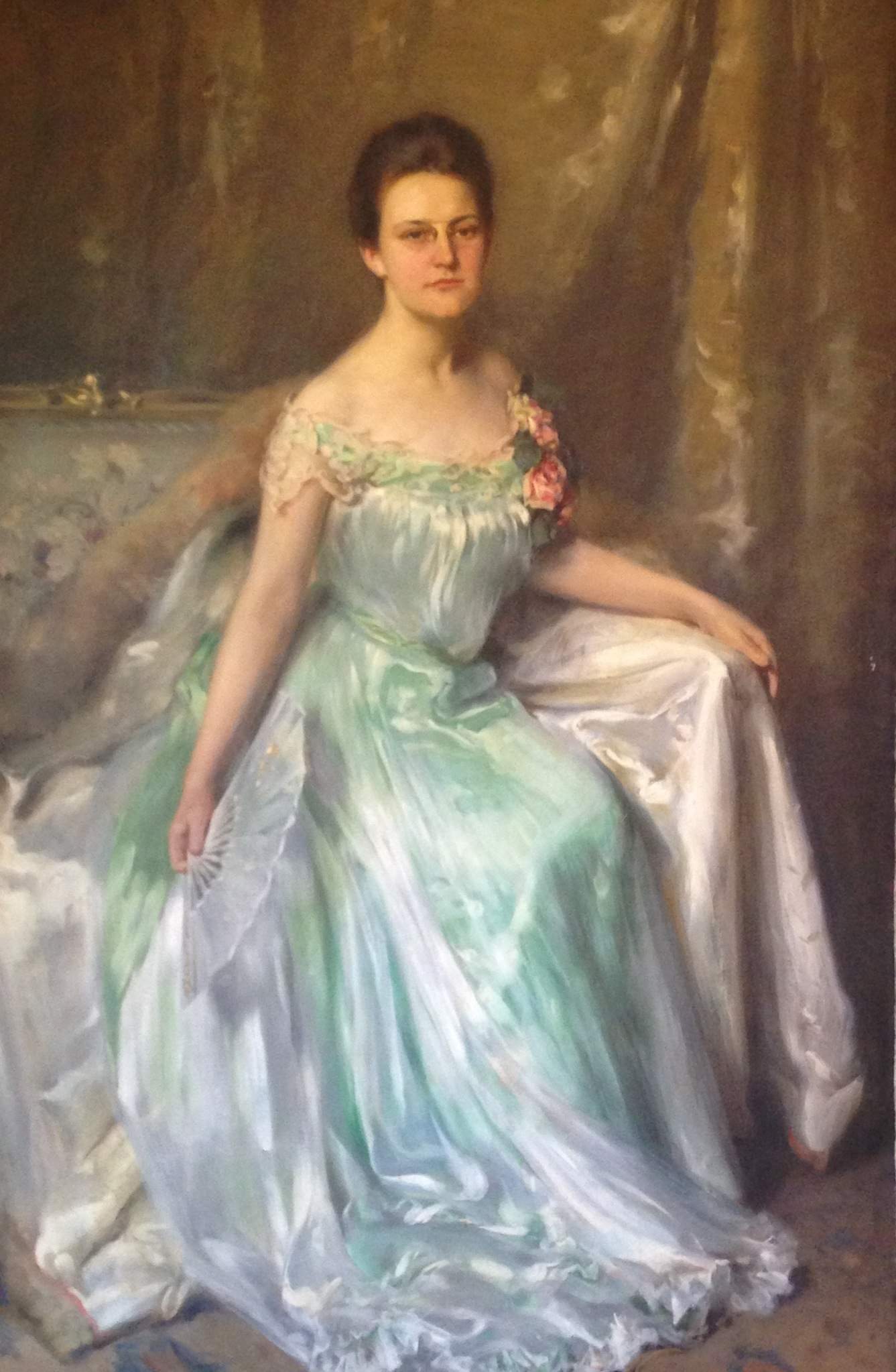
Juliet Inness-画家ジョージ・イネスの孫娘
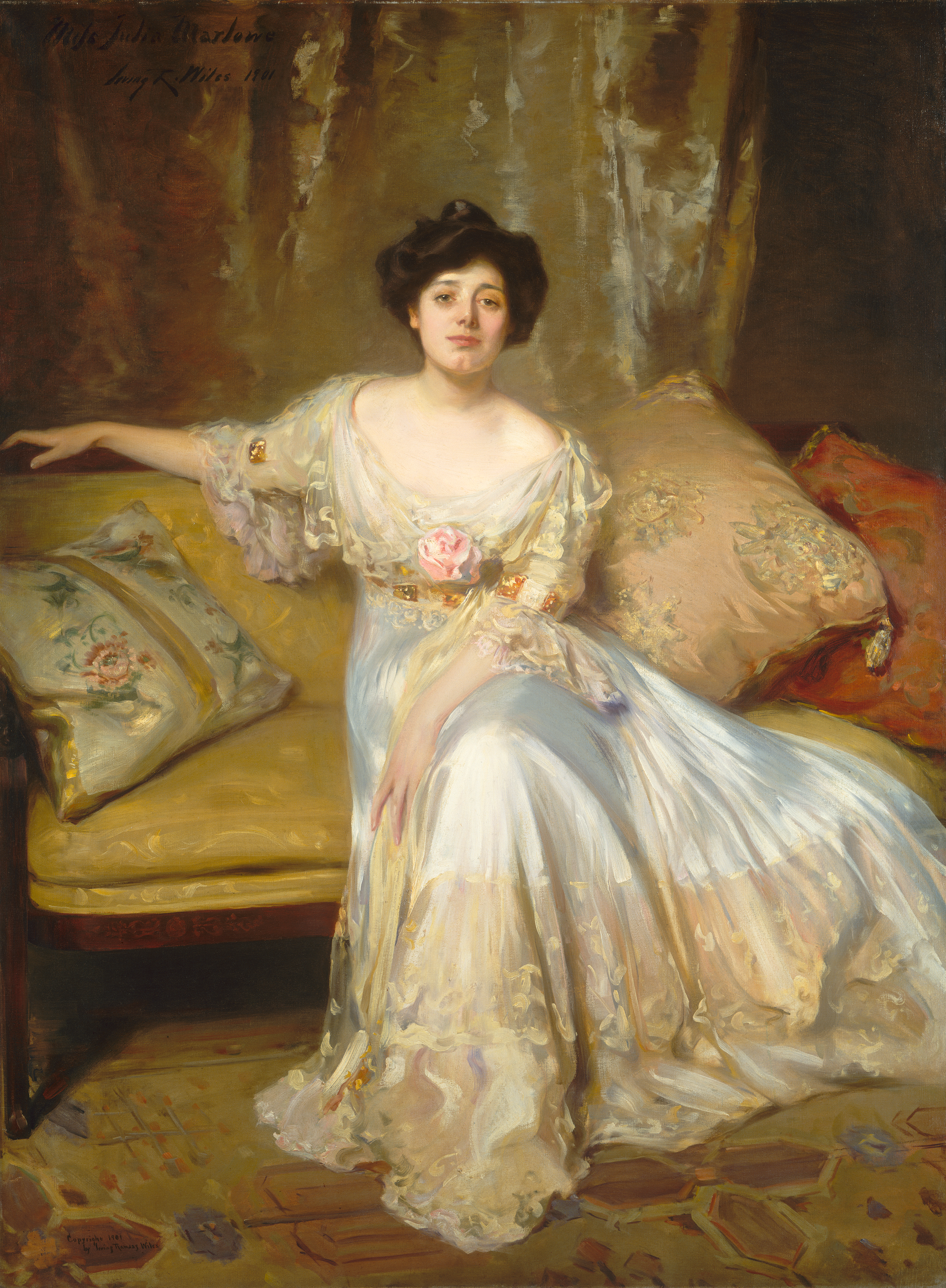
ジュリア・マーロウ-女優
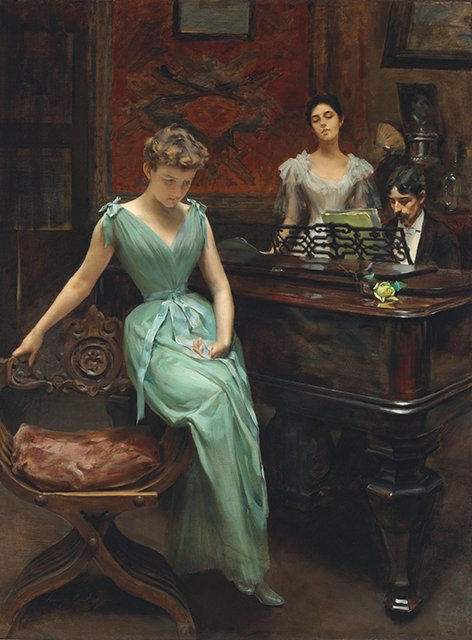
'Memories'
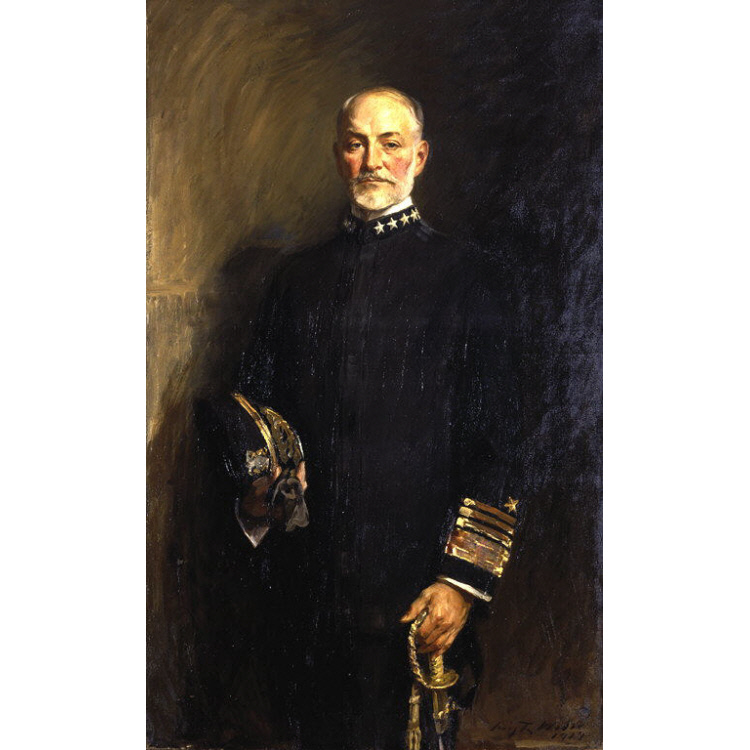
William Sims-軍人

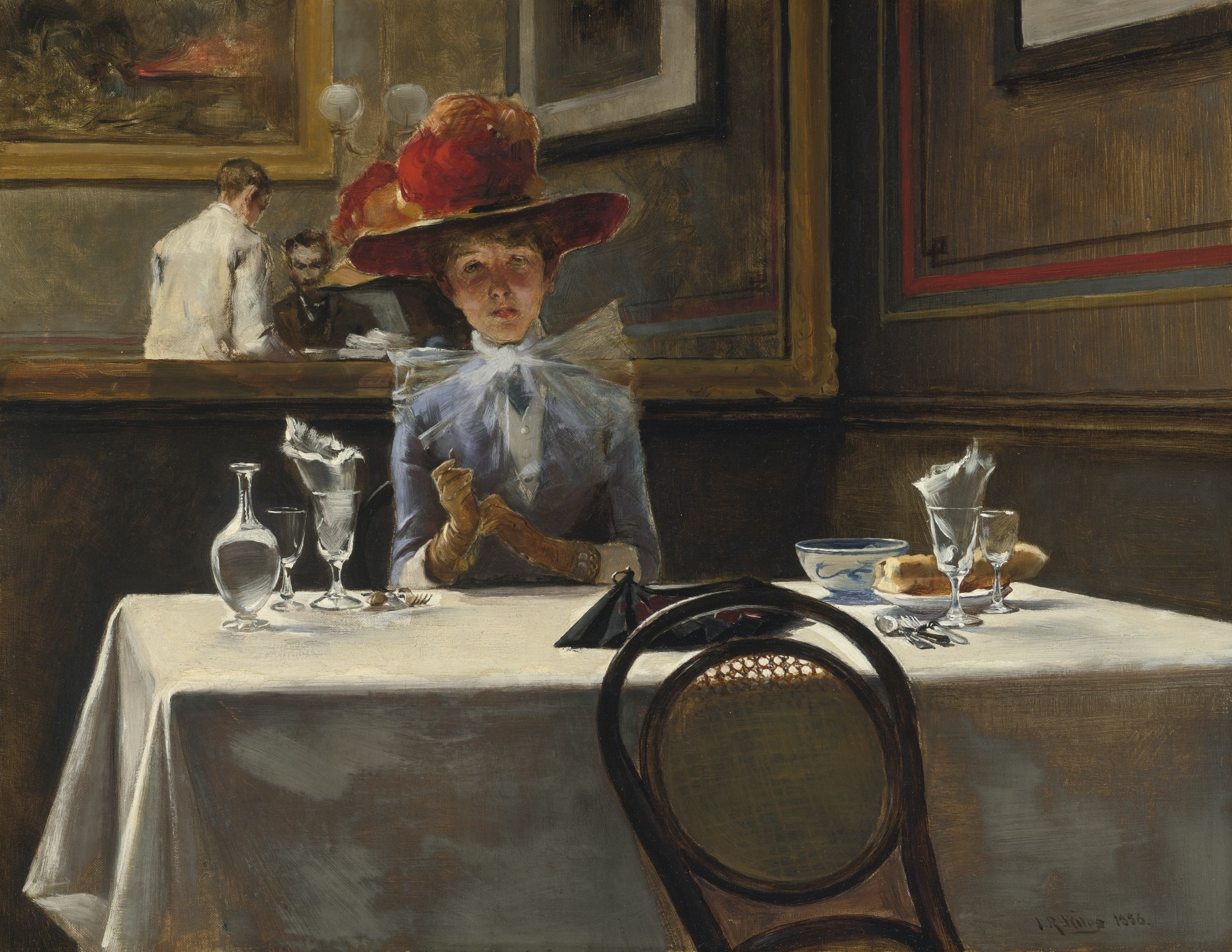
'Corner Table'
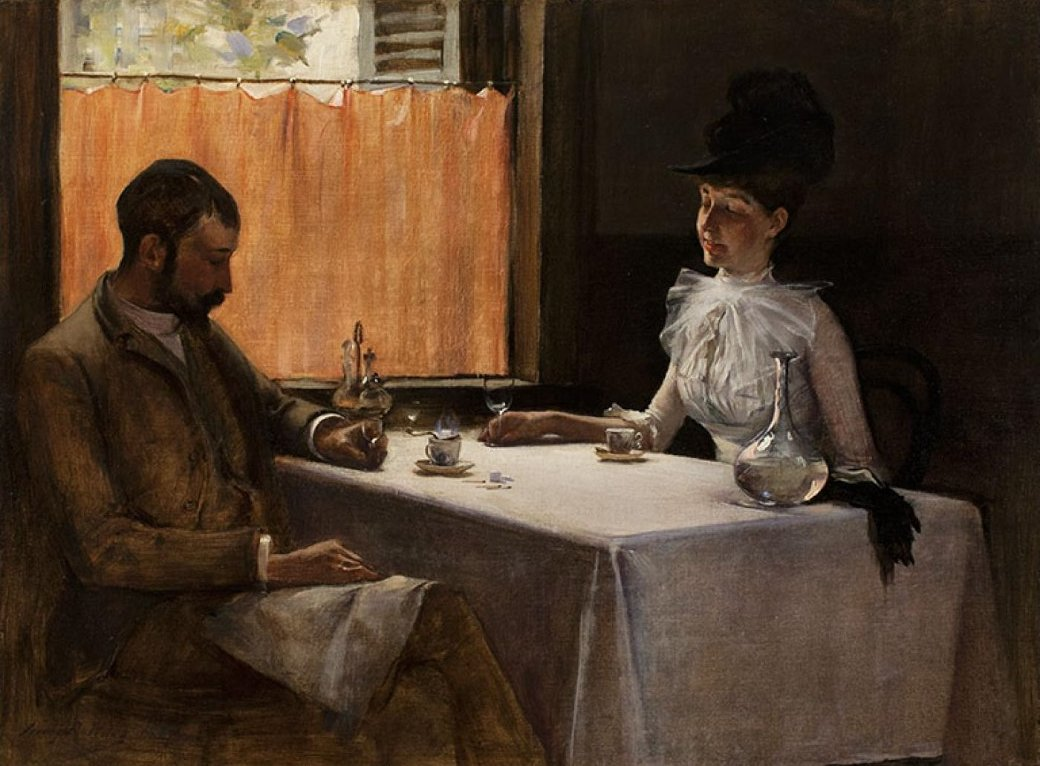
'The Loiterers'
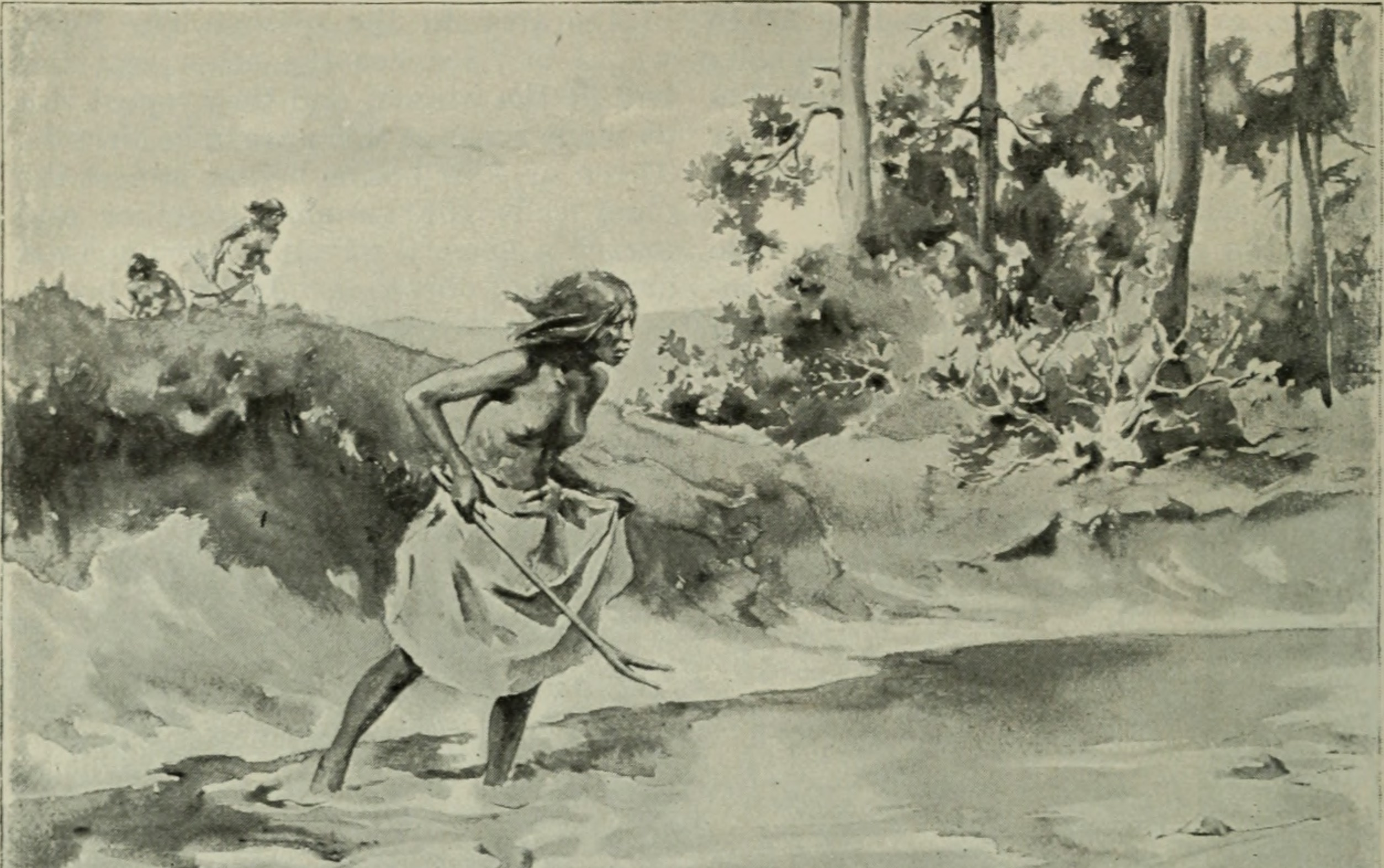
「Scribner's Magazine」の挿絵